# Laurentina (metropolitana di Roma)
Laurentina è una stazione della linea B della metropolitana di Roma.

## Storia
Il capolinea fu progettato negli anni trenta come scalo merci della tratta finale della ferrovia metropolitana per l'esposizione universale del 1942. Con il termine della guerra si decise di abbandonare il progetto dello scalo merci, visto l'aumentare del traffico ed essendo collocata su una delle più importanti strade romane, e anche perché l'EUR iniziava ad affermarsi come quartiere finanziario della Capitale richiamando ogni giorno migliaia di lavoratori. Inoltre la zona beneficiava di un collegamento rapido e frequente con il centro e la stazione Termini. Nei primi anni di esercizio, dato lo scarso traffico e la presenza di un solo binario nel tratto tra Laurentina e EUR Fermi, vigeva l'esercizio a spola, con frequenze di corsa diradate a 12-15 minuti. Tuttavia, con l'aumento del traffico sulla linea B e l'inizio dei lavori di costruzione del tratto Termini-Rebibbia, occorreva ammodernare il tratto aperto nel 1955. Per Laurentina venne decisa una ristrutturazione che comprendeva il raddoppio del binario da EUR Fermi, la copertura del piano binari e la costruzione di un nuovo e più funzionale fabbricato in cui collocare uffici, un grande parcheggio di scambio e un capolinea per le linee autobus urbane ed extraurbane. La stazione venne chiusa sul finire degli anni ottanta per permettere lo svolgimento dei lavori, limitando la linea B ad EUR Fermi.
I lavori vennero completati nel 1990 e la stazione poté essere riaperta al traffico. Tuttavia, l'apertura totale del nodo di scambio previsto dal progetto originale avverrà a fasi alterne, impegnando un arco temporale di 14 anni; infatti gli autobus extraurbani del COTRAL facevano capolinea su viale America, arrivando quindi fino alla fermata della linea B di EUR Fermi, nonostante la nuova stazione di Laurentina avesse un capolinea per autobus nuovo di zecca. Quest'ultimo verrà utilizzato a partire dal 2004.
La stazione oggi è una delle più trafficate, soffrendo anche di un certo sovraffollamento nelle ore di punta, in considerazione delle decine di autobus che vi transitano e che servono il bacino d'utenza di tutta la zona a sud del Grande Raccordo Anulare. Le banchine sono state coperte, mentre la parte finale, composta da 3 binari per l'inversione dei treni, è in trincea all'aperto. Inizialmente era previsto un prolungamento ad est verso la zona di Vigna Murata, ma dato lo sviluppo delle zone residenziali lungo via Laurentina si era pensato di prolungare la linea verso sud fino a Trigoria, creando una curva di 90° per portare i binari nel senso della via Laurentina. Nel 2013 questa estensione è stata messa da parte optando per quello che viene chiamato "corridoio della mobilità", ovvero una doppia corsia protetta per autobus e filobus.

## Servizi
La stazione dispone di:
- Biglietteria automatica
- Biglietteria a sportello
- Servizi igienici
- Bar

## Interscambi
- Fermata autobus ATAC e COTRAL
- Fermata filobus ATAC (Laurentina, linea 74)